# Puncher

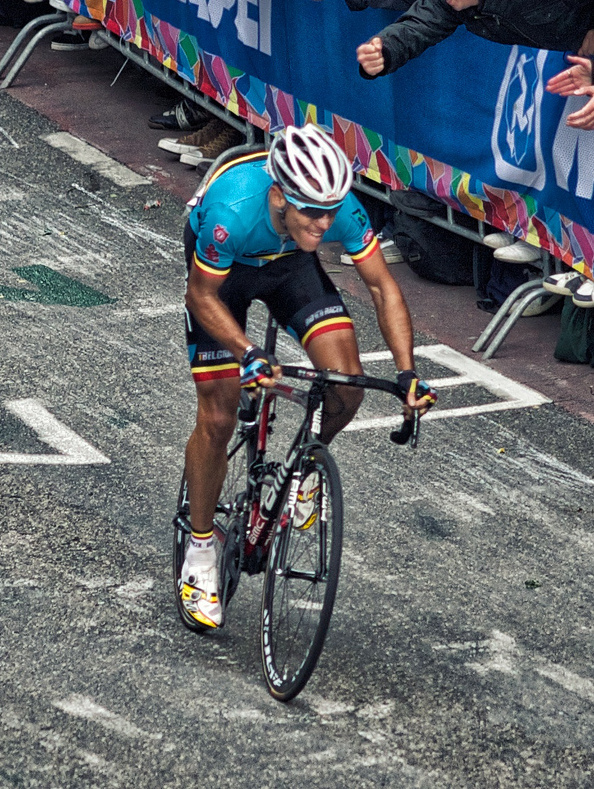
Philippe Gilbert zdobywający tytuł mistrza świata w 2012 roku

Puncher – typ zawodnika w kolarstwie szosowym. Puncher specjalizuje się w pokonywaniu krótkich, stromych podjazdów oraz w walce na etapach pagórkowatych.
Puncherzy są zazwyczaj dobrze zbudowani i odznaczają się szerszymi ramionami i większymi nogami niż przeciętni kolarze, co pozwala im szybciej przyśpieszać, jednak ich masa jest większa, a wytrzymałość i zdolność do regeneracji mniejsze niż u górali, co sprawia, że często tracą w stosunku do nich na etapach wysokogórskich lub na długich podjazdach. Są postrzegani jako wszechstronni, silni i zwinni. Swoją moc wykorzystują w krótkich, trwających od dwóch do ośmiu minut, zrywach na stromych podjazdach. Dzięki swojemu bardzo szybkiemu przyspieszeniu walczą również na niektórych, bardziej wymagających technicznie, finiszach, zwłaszcza, gdy mają one miejsce z okrojonej grupy, a finisz prowadzi pod górkę.
Puncherzy specjalizują się w pokonywaniu krótkich, sztywnych ścianek oraz w walce na etapach pagórkowatych. Poza tym zespoły wykorzystują ich również jako pomocników swoich liderów w gonieniu ucieczek lub w atakach. Puncherzy walczą przede wszystkim na wyścigach jednodniowych, klasykach, wyścigach brukowanych (np. Ronde van Vlaanderen), kryteriach ulicznych, o zwycięstwa na poszczególnych etapach lub w krótszych wyścigach etapowych wolnych od wysokich gór (np. Tour de Pologne).

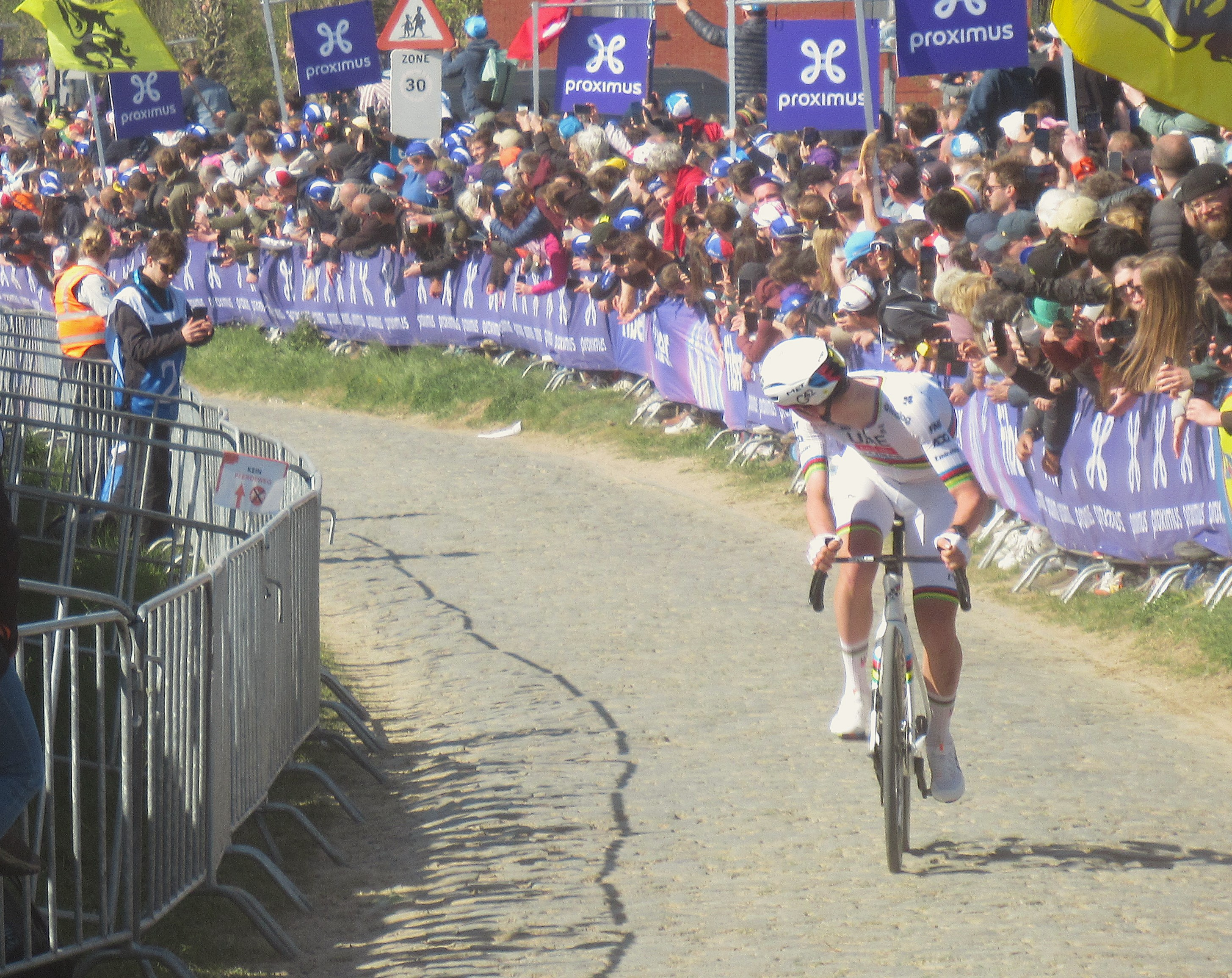
Uznawany zarówno za górala, jak i również klasyfikowany przez niektórych jako puncher, Tadej Pogacar pokonuje brukowaną ściankę w wyścigu Ronde van Vlaanderen

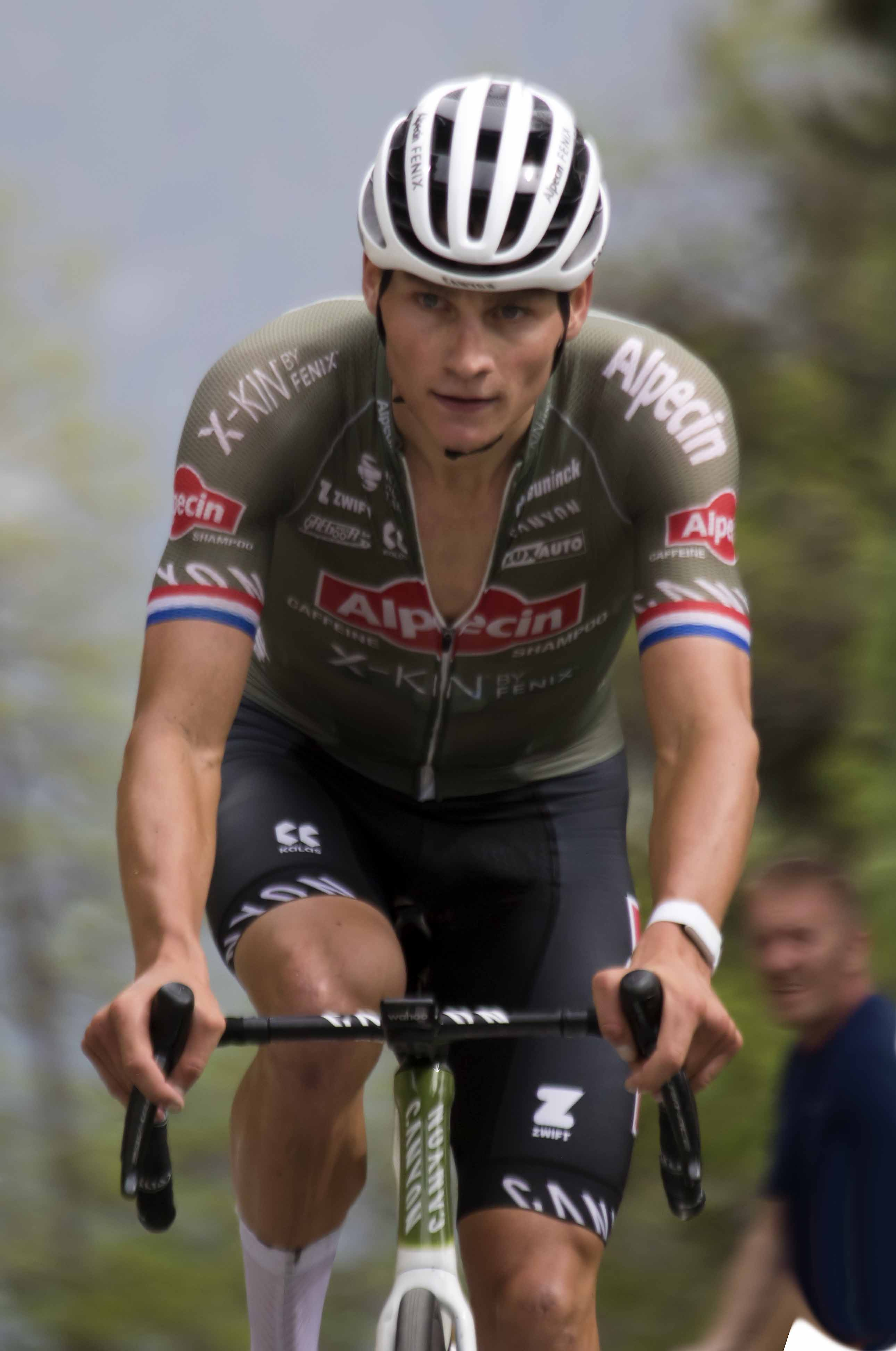
Mathieu van der Poel

Za puncherów uznawani są m.in.: Mathieu van der Poel, Wout van Aert, Michał Kwiatkowski, Jullan Alaphilipe, Ben Healy, Philippe Gilbert, Alejandro Valverde, Coryn Rivera, Joaquim Rodriguez, Thibau Nys, Marc Hirschi, Tadej Pogacar (ten również jest uznawany za górala i all-roundera), Paolo Bettini czy Peter Sagan.